# Joe Hill (écrivain)
Pour les articles homonymes, voir Joe Hill et Hill.
Œuvres principales
- Fantômes - Histoires troubles
- Le Costume du mort
- Cornes
- L'Homme-feu

Joe Hill, nom de plume de Joseph Hillstrom King, né le 4 juin 1972 à Hermon dans le Maine, est un écrivain de fantastique et d'horreur américain. 
Fils du célèbre écrivain Stephen King, il s'est fait remarquer par le public et la critique dès ses deux premiers livres, qui ont également reçu plusieurs récompenses littéraires. Son second roman Cornes est adapté au cinéma en 2014 par Alexandre Aja.

## Biographie
Deuxième des trois enfants du couple d'écrivains américain Tabitha et Stephen King, Joseph Hillstrom King grandit à Bangor, dans le Maine. Alors qu'il a dix ans, en 1982, il apparaît dans le prologue et l'épilogue du film Creepshow, scénarisé par son père
. Après ses études, il s'installe dans le New Hampshire où il commence à écrire des nouvelles. Il adopte alors le nom de plume de Joe Hill, syndicaliste d’origine suédoise en l'honneur de qui il a été prénommé, afin de pouvoir bâtir sa carrière sur ses seuls mérites sans qu'on puisse l'assimiler à son père. En 1999, il reçoit le prix du roman court A. E. Coppard pour sa nouvelle Mieux qu'à la maison et obtient que ce récit soit publié,. Durant les années suivantes, Joe Hill parvient à faire éditer des nouvelles dans différents magazines, tels que Subterranean Magazine, Postscipts et The Third Alternative.
En 2004, il écrit la nouvelle Fils d'Abraham pour l'anthologie The Many Face of Van Helsing éditée par Jeanne Cavelos. Lors d'un dédicace pour cet ouvrage dans une librairie de Cambridge dans le Massachusetts, Joe Hill fait la connaissance de l'auteur Christopher Golden. Et quand Hill publie en 2005 un recueil de nouvelles intitulé Fantômes - Histoires troubles, c'est Golden qui se charge de rédiger l'introduction de l'ouvrage. Le recueil obtient le prix Bram-Stoker du meilleur recueil de nouvelles et le prix British Fantasy du meilleur recueil de nouvelles en 2006. 
Son premier roman, Le Costume du mort, paraît en 2007. Il reçoit le prix Locus du meilleur premier roman 2008, le prix Bram-Stoker du meilleur premier roman 2008 et atteint la 8e place de la liste des best-sellers du New York Times. Peu après, il confirme publiquement son identité après qu'elle eut été révélée dans un article de Variety paru à la suite du succès rencontré par son roman.
Il scénarise également la série de comics Locke & Key, édité par IDW Publishing, et dont le premier numéro est épuisé dès le jour de sa parution, le 21 février 2008. En 2009, un roman court écrit par Joe Hill et Stephen King, Plein Gaz, est paru dans une anthologie dédiée à Richard Matheson, He Is Legend. Son deuxième roman, Cornes, paraît en 2010 et atteint la 10e place de la liste des best-sellers du New York Times. Il est adapté au cinéma en 2014. Joe Hill écrit une deuxième nouvelle en collaboration avec son père, Dans les hautes herbes, en 2012. Son troisième roman, NOS4A2, est publié en 2013 et se classe à la 5e place de la liste des best-sellers du New York Times.
Joe Hill a trois enfants de son mariage avec Leanora Legrand. Il divorce en 2010.

## Œuvres

### Romans
- Le Costume du mort, Jean-Claude Lattès, 2008 ((en) Heart-Shaped Box, 2007), trad. Valérie Rosier
- Cornes, Jean-Claude Lattès, 2011 ((en) Horns, 2010), trad. Valérie Rosier
- Nosfera2, Jean-Claude Lattès, 2014 ((en) NOS4A2, 2013), trad. Antoine Chainas
- L'Homme-feu, Jean-Claude Lattès, 2017 ((en) The Fireman, 2016), trad. Antoine ChainasPrix Locus du meilleur roman d'horreur 2017

### Recueils de nouvelles
- Fantômes - Histoires troubles, Jean-Claude Lattès, 2010 ((en) 20th Century Ghosts, 2005), trad. Valérie Rosier
- Drôle de temps, Jean-Claude Lattès, 2021 ((en) Strange Weather, 2017), trad. Nicolas Thiberville
- Le Carrousel infernal, Jean-Claude Lattès, 2020 ((en) Full Throttle, 2019), trad. Marianne Feraud

### Nouvelles
- Plein Gaz, Jean-Claude Lattès, 2014 ((en) Throttle, 2009)Écrit avec Stephen King. Réédité dans le recueil Le Carrousel infernal
- Le Cirque des morts en 140 caractères, Panini, 2014 ((en) Twittering from the Circus of the Dead, 2010)  (ISBN 978-2-8094-4489-6)Parue dans l'anthologie L'Armée des morts ((en) The New Dead: A Zombie Anthology), présentée par Christopher Golden puis repris dans le recueil Le Carrousel infernal
- Dans les hautes herbes, Albin Michel, 2019 ((en) In the Tall Grass, 2012)Coécrite avec son père Stephen King. Parue dans le magazine Esquire puis repris dans le recueil Le Carrousel infernal
- Vous êtes libres, Le Livre de poche, 2020 ((en) You Are Released, 2018)Parue dans l'anthologie Classe tous risques (Flight or Fright) puis repris dans le recueil Le Carrousel infernal

### Comics
- Locke & Key, Milady, 2010 ((en) Locke & Key, 2008)Série de six comics scénarisés par Joe Hill et dessinés par Gabriel Rodriguez.
- The Cape, Milady, 2013 ((en) The Cape, 2010)Série de trois comics scénarisés par Joe Hill et Jason Ciaramella et dessinés par Zach Howard.
- Thumbprint, Panini, 2014 (Thumbprint, 2013)Comics scénarisé par Joe Hill et Jason Ciaramella et dessiné par Vic Malhotra et qui comprend également la nouvelle Thumbprint parue en 2012 et le comics Kodiak paru en 2010[19].
- Sans Issue - Bienvenue à Christmasland, Milady, 2015 (Wraith: Welcome to Christmasland, 2014)Série de sept comics scénarisés par Joe Hill et dessinés par C. P. Wilson III et qui comprend également une nouvelle.
- Tales from the Darkside, Milady, 2017 ((en) Tales from the Darkside, 2016)
- Basketful of Heads, Urban Comics, 2021 ((en) Basketful of Heads, 2020)
- Plunge, Urban Comics, 2021 ((en) Plunge, 2020)
- Rain, Hi Comics, 2023 (Rain, 2023)Comics scénarisé par Joe Hill et dessiné par Zoe Thorogood

### Scripts
- (en) Tales from the Darkside, 2016  (ISBN 978-1-63140-725-3)Contient les trois scripts écrits par l'auteur pour une série télévisée de même titre, série qui n'a finalement pas été produite. Il s'agit des mêmes histoires que celles du comics éponyme[20].

## Adaptations de son œuvre
- 2014 : Horns d'Alexandre Aja, d'après son roman Cornes
- 2019-2020 : NOS4A2 (série TV), d'après son roman Nosfera2
- 2019 : Dans les hautes herbes ( In the Tall Grass) de Vincenzo Natali, d'après sa nouvelle Dans les hautes herbes coécrite avec son père
- depuis 2020 : Locke and Key (série TV), d'après sa série de comics Locke and Key
- 2021 : Black Phone (The Black Phone) de Scott Derrickson, d'après sa nouvelle Le Téléphone noir
- 2025 : Black Phone 2 de Scott Derrickson

## Distinctions
- 1999 : prix du roman court A. E. Coppard pour Mieux qu'à la maison[4].
- 2006 : prix World Fantasy du meilleur roman court pour Escamotage[21].
- 2006 : prix Bram-Stoker du meilleur recueil de nouvelles pour Fantômes - Histoires troubles et de la meilleure nouvelle longue pour Dernier Cri[7].
- 2006 : prix British Fantasy du meilleur recueil de nouvelles pour Fantômes - Histoires troubles et de la meilleure nouvelle pour Dernier Cri[8].
- 2006 : International Horror Guild Awards du meilleur recueil pour Fantômes - Histoires troubles[22].
- 2006 : Crawford Award du meilleur nouvel écrivain de fantasy[23].
- 2008 : prix Locus du meilleur premier roman pour Le Costume du mort[9].
- 2008 : prix Bram-Stoker du meilleur premier roman pour Le Costume du mort[10].
- 2011 : prix Eisner du meilleur scénariste pour le comics Locke and Key[24].
- 2012 : prix British Fantasy du meilleur comics ou roman graphique pour Locke and Key[25].
- 2015 : prix Masterton du meilleur roman étranger pour Nosfera2[26].
- 2017 : prix Locus du meilleur roman d'horreur pour L'Homme-feu[27].
- 2017 : prix Bram-Stoker du meilleur recueil de nouvelles pour Drôle de temps[28].
- 2018 : prix British Fantasy du meilleur recueil de nouvelles pour Drôle de temps[29].